# Music Is Rotted One Note
Albums de Squarepusher
Buzz Caner
(1998) Budakhan Mindphone
(1999)
Music Is Rotted One Note est le quatrième album de Squarepusher sorti le 12 octobre 1998 chez Warp Records.
C'est un album de jazz fusion qui contient toujours certains éléments de la drum and bass habituelle de l'artiste. Squarepusher joue ses instruments dans les conditions du live et par lui-même, « recréant ainsi l'atmosphère funky des classiques de Miles Davis du début des années 1970 tels que Get Up with It et On the Corner ». Pour Tiny Mix Tapes, Squarepusher « prend sur lui pour explorer de nouveaux territoires, [...] ce qui a mis de nombreux fans de côté. » The A.V. Club juge qu'« à 23 ans, Jenkinson réapplique les préceptes du jazz à un univers de la musique électronique parfois rigide, donnant tort à ceux qui raillent la programmation comme froide et sans vie. » Un avis que ne partage pas The Rolling Stone Album Guide, pour qui, en dehors du morceau My Sound, l'album est « une expérimentation totalement ratée. »

## Liste des morceaux
| No     | Titre                    | Durée |
| ------ | ------------------------ | ----- |
| 1/A1.  | Chunk-S                  | 2:20  |
| 2/A2.  | Don't Go Plastic         | 4:20  |
| 3/A3.  | Dust Switch              | 4:28  |
| 4/A4.  | Curve 1                  | 2:06  |
| 5/A5.  | 137 (Rinse)              | 3:45  |
| 6/A6.  | Parallelogram Bin        | 2:24  |
| 7/A7.  | Circular Flexing         | 4:57  |
| 8/B1.  | Ill Descent              | 2:37  |
| 9/B2.  | My Sound                 | 6:07  |
| 10/B3. | Drunken Style            | 0:45  |
| 11/B4. | Theme From Vertical Hold | 4:25  |
| 12/B5. | Ruin                     | 1:56  |
| 13/B6. | Shin Triad               | 2:26  |
| 14/B7. | Step 1                   | 1:46  |
| 15/B8. | Last Ap Roach            | 4:00  |